# Thalkirchner Brücke

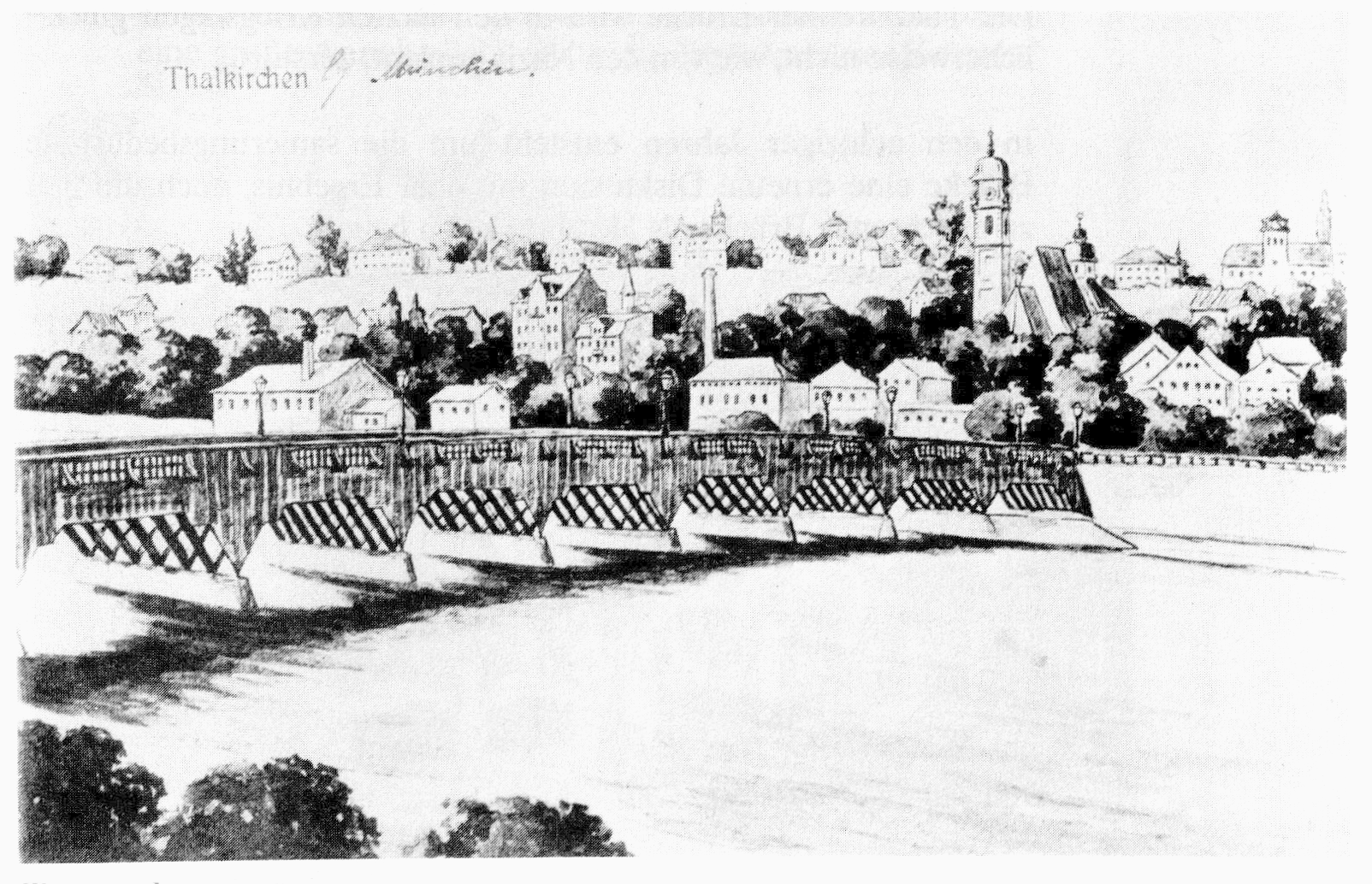
Die erste Thalkirchner Brücke auf einer Postkarte von 1910

Die Thalkirchner Brücke ist eine Straßenbrücke über die Isar und den parallel verlaufenden Isar-Werkkanal im Süden von München. Die Brücke ist auf Fahrzeuge mit einem zulässigen Gesamtgewicht von 3 t beschränkt, was den Schwerlastverkehr auf den Mittleren Ring verlegt und so den historischen Ortskern von Thalkirchen beruhigt.

## Geschichte
Als Thalkirchen zum 1. Januar 1900 nach München eingemeindet wurde, erhob die Gemeinde einige Forderungen, darunter die nach dem Bau einer Isarbrücke. 1901 wurde überlegt, die Wittelsbacherbrücke, eine eiserne Fachwerkkonstruktion, aus der Isarvorstadt nach Thalkirchen zu versetzen, wenn sie bis 1904 durch eine Betonbrücke ersetzt werden würde. 1902 wurde auch für Thalkirchen der Einsatz des modernen Baustoffs Beton vorgeschlagen und der Magistrat fasste einen entsprechenden Beschluss. Gegen eine Betonbrücke wandte sich der Isartalverein, der das eher ländliche Bild des von Ausflugsverkehr geprägten Thalkirchens gefährdet sah. Im Oktober 1903 hob der Magistrat deshalb seinen Beschluss wieder auf und entschied sich für eine flach gehaltene Holzbrücke auf Betonfundamenten, die in der Folge gebaut und am 18. September 1904 eröffnet wurde.
In den 1980er Jahren wurde die Brücke als nicht mehr sanierungsfähig eingestuft, als Ersatz wurde wieder das Material Holz vorgesehen. Von 1989 bis 1991 wurde eine Raumfachwerk-Konstruktion von Richard J. Dietrich errichtet, die dieses Prinzip erstmals für eine Brücke einsetzte. Die Brücke nutzt die Beton-Fundamente der Vorgängerin, sodass kein Eingriff in den Fluss erforderlich war. Das Fachwerk besteht aus Fichtenleim- und Lärchenvollholz und wird von Stahlknoten zusammengehalten. Insgesamt wurden 520 m³ Holz verbaut. Im Jahr 1992 mussten auf der Tierparkseite vier Felder ersetzt werden, die durch einen Brand, verursacht von Obdachlosen unter der Brücke, beschädigt worden waren. Im selben Jahr erhielt die Brückenkonstruktion eine Auszeichnung beim Deutschen Holzbaupreis.

## Verkehr
Die Brücke verbindet den historischen Ortskern von Thalkirchen mit Untergiesing-Harlaching. Sie ist die einzige Isarquerung für den motorisierten Verkehr zwischen der Brudermühlbrücke am Mittleren Ring im Norden und der Grünwalder Brücke. Weil sie bewusst nicht für den Schwerlastverkehr ausgelegt ist und auf der Harlachinger Seite nicht an Hauptverkehrsstraßen angeschlossen ist, dient sie nur dem innerörtlichen Verkehr.
Besondere Bedeutung hat die Thalkirchner Brücke aber für Fußgänger, da direkt westlich der Brücke der U-Bahnhof Thalkirchen (Tierpark) der Münchner U-Bahn liegt. Unmittelbar östlich der Brücke liegt ein Eingang zum Tierpark Hellabrunn, und nördlich das bedeutende Naherholungsgebiet Flaucher. Hier gibt es auch weitere Isarbrücken, den Flauchersteg (nur Fußgänger und Radfahrer) nördlich und der Marienklausenbrücke (nur Fußgänger und Radfahrer) südlich.
Zwischen 1991 und 2012 war auf den beiderseitigen erhöhten Randstreifen der Brücke ein benutzungspflichtiger Radweg vom Fußweg abmarkiert. Nachdem dies jahrelang auf Probleme mit Fußgängern, insbesondere solchen mit Kinderwagen stieß, wurde der Radweg im Oktober 2012 aufgehoben und die Geschwindigkeit auf der Brücke auf 30 km/h begrenzt.

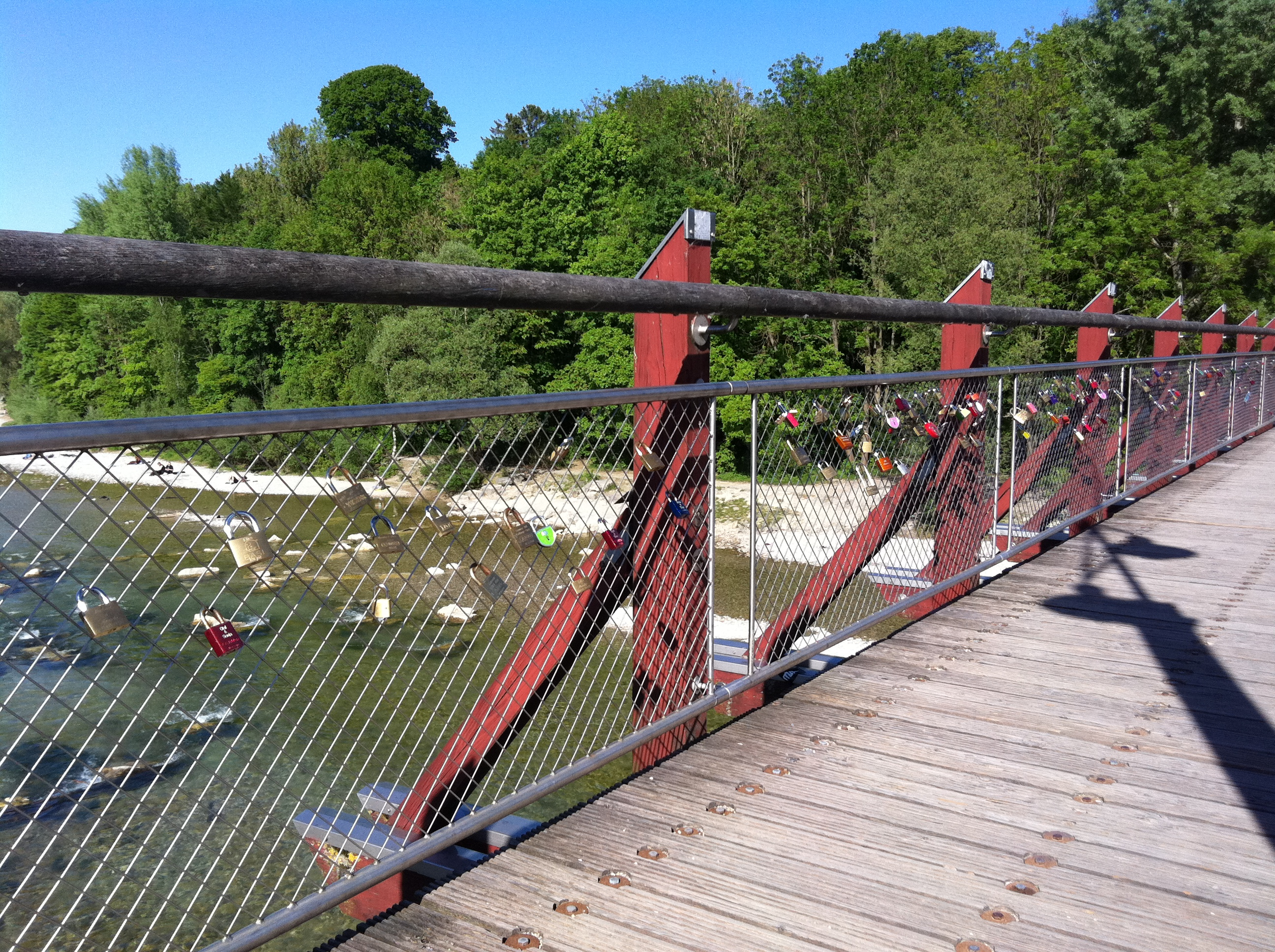
Liebesschlösser an der Thalkirchner Brücke

Seit ca. 2009 werden an der Thalkirchner Brücke vermehrt Liebesschlösser angebracht. Obwohl dies insbesondere bei Verwendung minderwertiger Vorhängeschlösser den Brückenstahl durch Korrosion gefährdet, wird der Brauch momentan noch vom Baureferat der Stadt geduldet.